# Crawl (nummer)
Crawl is een nummer van de Amerikaanse zanger Chris Brown. Het nummer werd uitgebracht op 23 november 2009 door het platenlabel Jive. Het nummer behaalde de 35e positie in de Billboard Hot 100 en de 53e positie in de UK Singles Chart.